# Slaget vid Beneventum
Slaget vid Beneventum var den sista striden i det pyrriska kriget. Det utkämpades år 275 f.Kr. mellan trupper från den Romerska republiken och kungariket Epirus. Den romerska armén stod under befäl av den romerske konsuln Manius Curius Dentatus, och den epirotiska armén kommenderades av kung Pyrrhus. Strid stod vid Beneventum (Benevento) i södra Italien. Vid tidpunkten för slaget hette staden dock fortfarande Maleventum.

## Slaget
Plutarchos ger oss den mest detaljerade skildringen av slaget. Han skrev ner sina texter under de tre år som Pyrrhus krigade på Sicilien, vilket ledde till att hans allierade, Samniterna, led svidande nederlag mot Romarna. Detta ledde till att flera av de italiska folkslagen, som allierat sig med Pyrrhus, kände att Pyrrhus och Epirus hade lämnat dem i sticket. De vägrade dessutom hjälpa honom då han återvände till det italienska fastlandet. Cassius Dio skriver att då Samniterna var hårt tillbakapressade av Romarna, så vädjade de dock om att Pyrrhus skulle återkomma och hjälpa dem.  Här skiljer sig dock Plutarchos och Dio åt, då Plutarchos skriver att Pyrrhus fick angripa Romarna utan någon hjälp. Han mötte de två romerska konsulerna för detta år Lucius Cornelius Lentulus Caudinus och Manius Curius Dentatus, som hade kämpat i Lucanium respektive Samnium.
Om slaget skriver Plutarchos att Pyrrhus delade sina trupper i två divisioner. Han sände den ena mot Cornelius Lentulus, och marscherade med den andra under natten mot Manius Curius, som hade slagit läger nära Beneventum och inväntade hjälp från Cornelius Lentulus. Pyrrhus behövde snabbt slå till mot den ena romerska hären innan den andra hann komma fram. Dock tappade Pyrrhus trupper bort sig under den nattliga marschen, och flera kom efter. Dionysios från Halikarnassos skriver att Pyrrhus marscherade: "Utefter stigar som inte användes av människor, utan snarare av getter, genom skogar och raviner, ingen ordning kunde upprätthållas, och redan innan man kunde se fienden, så var man försvagad till kroppen genom törst och utmattning."
Detta försenade Pyrrhus, och vid soluppgången så kunde romarna se den epirotiska hären när den avancerade mot dem. Plutarchos skriver då att Manius Curius ledde sina män ut ifrån lägret, varvid de genast attackerade Pyrrhus förtrupper. Romarna lyckades till och med erövra några stridselefanter. Nu var den romerska armén samlad på slätten, och man kunde inlåta sig i strid.
Epiroterna gick till anfall, och genom att sända in sina stridselefanterna så kunde man driva tillbaka romarna till deras läger. Plutarchos skriver att de romerska lägervakterna mötte upp, och att de med sina kastspjut kunde hejda det epirotiska anfallet. Detta genom att sikta på elefanterna som råkade i panik, och flydde bakåt, varvid de trampade ner sina egna.
Dionysios från Halikarnassos skrev endast en mening om slaget: "När Pyrrhus, och de som kom med honom, avancerade med sina elefanter, och romarna blev medvetna om detta, så skadade de en elefantkalv, vilket skapade oordning bland grekerna. Romarna dödade två elefanter, och lyckades fånga in åtta andra som inte kunde fly, de tog dem levande då deras indiska Mahouter uppgav dem, och de orsakade stor förödelse bland soldaterna."
Cassius Dio nämner också den skadade elefantkalven. Han skrev även att Pyrrhus tvingades fly då: "en ung elefant hade blivit skadad, och skakade av sig sin ryttare, letade efter sin mor, varav den senare blev uppspelt vilket gjorde de andra elefanterna oroliga, så att allt hamnade i stor oreda. Slutligen vann Romarna, dödade många och tog åtta elefanter, samt att de tog fiendens fältverk."

## Efterspel
Vi har ingen information om antalet trupper som deltog på endera sidan, eller siffror om eventuella döda och sårade. Efter slaget återvände Pyrrhys till Tarentum och avslutade kriget. Han seglade sedermera tillbaka till Epirus.